# 이엠앤아이
이엠앤아이(EMNI Co. Ltd.)은 홍콩, 옌타이, 후이저우의 생산공장을 이용한 중소형BLU 제조사업, 초정밀 플라스틱 성형제품을 생산하는 금형사업이다. KJ프리텍의 주력 제품은 소형 모바일용 TFT-LCD 패널의 광원인 백라이트유닛(BLU)으로 휴대폰과 태블릿 등에 사용된다.

## 연혁
- 1994년 10월 케이주켄프리텍(K JUKEN. Pretech)설립
- 1999년 10월 (주)케이제이프리테크로 법인전환
- 2001년 1월 벤처기업으로 등록
- 2001년 7월 부품연구소 설립
- 2002년 홍콩 합작법인 KJPretech Asia Holdings,중국법인 Juken Technology(Huizhou) 설립
- 2005년 7월 중국 옌타이에 제 2 현지법인 Juken Optics(Yantai) 설립
- 2005년 9월 기술혁신형 중소기업에 지정
- 2007년 3월 중국 옌타이에 BLU 생산공장 준공
- 2008년 9월 코스닥 상장
- 2008년 11월 무역의 날에 '7천만불 수출의 탑'을 수상
- 2010년 6월 ISO 14001 취득
- 2010년 10월 소니로부터 그린파트너 인증
- 2011년 BLU 전공정 자동화 시스템 개발
- 2014년 1월 벤처기업에 재지정
- 2020년 이엠인덱스가 KJ프리텍을 합병 후 이엠앤아이로 사명을 변경